# IL-2 Sturmovik (jeu vidéo)
Pour les articles homonymes, voir IL-2.
IL-2-Sturmovik, de nos jours IL-2-Sturmovik: 1946, est un simulateur de vol de combat de Seconde Guerre mondiale conçu par les Russes Oleg Maddox et Ilya Shevchenko. Sorti en 2001, ce simulateur a d'abord été distribué dans les pays de la CEI par l'éditeur russe 1C, et par Ubisoft dans le reste du monde. Par la suite Ubisoft s'est retiré de la distribution. Depuis que la compilation IL-2 Sturmovik: 1946 est sortie en 2006, le simulateur sorti en 2001 est surtout connu par le titre de la compilation. Plus tard, IL-2 Sturmovik est devenu le titre d'une série de simulateurs qui, pour l'instant, est constituée de trois volets incompatibles entre eux : IL-2 Sturmovik (sorti en 2001 quoique depuis 2006 rebaptisé IL-2 Sturmovik: 1946), IL-2 Sturmovik: Cliffs of Dover (sorti en 2011) et IL-2 Sturmovik: Great Battles (sorti en 2013, quoique nommé Great Battles à partir de 2017). IL-2 Sturmovik: 1946 n'est plus développé par les ayants-droit de la marque mais ceux-là tolèrent tout de même un développement autorisé entre les mains d'une communauté de moddeurs.

## Système de jeu

### Version d'origine
La version d'origine (le simulateur IL-2 Sturmovik, sorti en 2001) permet de piloter 9 appareils différents, 6 russes et 3 allemands, sur un total de 26 appareils.

### Campagnes
En tant que pilote de chasseur russe, de chasseur allemand ou d'IL-2, le joueur peut prendre part à plusieurs célèbres batailles du Front de l'Est :
- Smolensk ;
- Moscou ;
- Stalingrad ;
- Koursk ;
- Crimée (1944) ;
- Berlin.

Dans IL-2 Sturmovik premier du nom, c'est-à-dire le jeu vidéo d'origine sorti en 2001, ces campagnes étaient statiques. Cela veut dire qu'en cours de suivi d'une campagne, d'une mission à l'autre le jeu ne prenaient pas en compte les événements provoqués par le joueur. Si par exemple un joueur pilotait un appareil Iliouchine Il-2 et détruisait une colonne de cinq chars allemands lors d'une mission, au sein de cette campagne la mission suivante ne tenait pas compte de cette modification du scénario de la campagne. Depuis 2003, avec la sortie de l'extension IL-2 Sturmovik: Forgotten Battles, toutes les campagnes de la série de simulateurs IL-2 Sturmovik sont dynamiques et, donc, tous les événements provoqués par les joueurs lors d'une mission sont pris en compte pour les missions suivantes.

### Avions présents

#### URSS
| Pilotables par le joueur | Non pilotables   |
| ------------------------ | ---------------- |
| Bell P-39 Airacobra      | Beriev MBR-2     |
| Iliouchine Il-2          | Gribovski G-11   |
| Lavotchkine LaGG-3       | Lavotchkine La-7 |
| Lavotchkine La-5         | Lisunov Li-2     |
| Mikoyan-Gourevitch MiG-3 | Neman R-10       |
| Polikarpov I-16          | Petliakov Pe-2   |
|                          | Polikarpov I-153 |
|                          | Polikarpov Po-2  |
|                          | Tupolev Tu-2     |
|                          | Yakovlev Yak-1   |
|                          | Yakovlev Yak-3   |
|                          | Yakovlev Yak-7   |
|                          | Yakovlev Yak-9   |

#### Puissances de l'Axe
| Pilotables par le joueur | Non pilotables                 |
| ------------------------ | ------------------------------ |
| Messerschmitt Bf 109     | Fieseler Fi 156                |
| Focke-Wulf Fw 190        | Focke-Wulf Fw 189              |
| Junkers Ju 87            | Heinkel He 111                 |
|                          | Heinkel He 162                 |
|                          | Henschel Hs 129                |
|                          | IAR-80 (Royaume de Roumanie)   |
|                          | IAR 81 (Royaume de Roumanie)   |
|                          | Junkers Ju 52                  |
|                          | Junkers Ju 88                  |
|                          | Macchi MC.202 Folgore (Italie) |
|                          | Messerschmitt Me 262           |
|                          | Messerschmitt Me 321           |
|                          | Messerschmitt Me 323           |

## Extensions et suites
Une installation de l'intégralité de la série permet au joueur de piloter près de 230 appareils différents sur les 300 que contient le jeu, de voler au-dessus d'une trentaine de théâtres d'opération contenant près de 600 types d'objets au sol différents.
La série IL-2 Sturmovik est également conçue pour permettre à l'utilisateur d'implanter de nouvelles livrées pour les appareils ("skins"), de modifier les apparences des médailles décernées au joueur, les fonds d'écran du jeu, les voix des coéquipiers IA s'exprimant à la radio, de créer de nouvelles missions et de nouvelles campagnes, etc. 
De même, de nombreux utilitaires développés par la communauté ont vu le jour pour ce simulateur, modifiant par exemple, le logiciel de campagne dynamique, la façon dont le jeu gère le joystick, facilitant la recherche de parties multijoueur, etc.
Ainsi, IL-2 est un jeu presque entièrement personnalisable.
Il permet de se familiariser avec plusieurs appareils de la Seconde Guerre mondiale en mettant en vedette l'avion d'assaut Iliouchine IL-2 Sturmovik, mais aussi avec beaucoup de modèles peu connus en occident comme le Polikarpov I-16 ou le Lavotchkine La-5, aux côtés d'appareils allemands plus connus comme le célèbre chasseur Messerschmitt Bf 109 ou le bombardier en piqué Junkers Ju 87.
Bien qu'Oleg Maddox, créateur de la série IL-2 Sturmovik, ait de nombreuses fois indiqué que 1946 était le dernier épisode de la série, il y eut tout de même IL-2 Sturmovik: Birds of Prey (Oiseaux de proie, portage de IL-2 Sturmovik pour console sorti en 2009) et Wings of Prey (Ailes de proie, portage de IL-2 Sturmovik: Birds of Prey pour PC sorti aussi en 2009). Ces portages que sont IL-2 Sturmovik: Birds of Prey et Wings of Prey, développés par des développeurs tiers, sont des versions simplifiées de la simulation. Ils incluent des aides en option, par exemple un HUD relativement riche (comme les instruments de navigation affichés sur les abords de l'écran de jeu), tout en conservant des sensations réalistes de vol, caractéristique qui fit le succès de la série IL-2 parmi les passionnés de simulation de vol.

### Liste complète d'extensions
- IL-2 Sturmovik: Forgotten Battles (2003) : la première extension pour le jeu, un CD-ROM standalone qui remplaçait le mode statique des campagnes par le mode dynamique. Forgotten Battles introduisit aussi quelques nouveaux appareils pilotables, de nouveaux théâtres d'opérations, et de nouvelles campagnes.
- IL-2 Sturmovik: Forgotten Battles - Ace Expansion Pack (2004) : un add-on qui n'était pas standalone puisqu'il s'installait par-dessus une installation complète de IL-2 Sturmovik: Forgotten Battles.
- IL-2 Sturmovik: Forgotten Battles - Gold Pack (2004) : un CD-ROM standalone qui s'adressait principalement à des personnes n'ayant jamais acquis un seul produit de la série puisqu'effectivement il permettait à son acquéreur d'installer, avec un seul disque d'installation, la totalité du jeu avec toutes ses extensions depuis 2001 (IL-2 Sturmovik+IL-2 Sturmovik: Forgotten Battles+IL-2 Sturmovik: Forgotten Battles - Ace Expansion Pack).
- Pacific Fighters (2004) : un double CD-ROM standalone qui n'installait pas les extensions précédentes mais qui permettait à son acquéreur de simuler des combats aériens dans la guerre du Pacifique (1941-1945). Pacific Fighters était en réalité le même simulateur que IL-2 Sturmovik: Forgotten Battles avec la différence qu'il était strictement adapté aux combats aériens de la guerre entre le Japon et les Alliés.
- Pe-2 Peshka (2006) : une extension uniquement disponible par téléchargement dès le mois de mai 2006, cet add-on s'installait sur une installation complète IL-2 Sturmovik: Forgotten Battles+Ace Expansion Pack et permettait au joueur de piloter toutes les variantes du bombardier soviétique Petliakov Pe-2, en plus de tous les appareils déjà disponibles dans la série jusqu'alors. Il était aussi possible de l'installer sur une installation complète comprenant même Pacific Fighters.
- Sturmoviks over Manchuria (2006) : un add-on disponible dès le mois de décembre 2006, uniquement téléchargeable, et installable par-dessus une installation complète de toutes les extensions précédentes, en incluant Pacific Fighters.
- IL-2 Sturmovik: 1946 (2006) : un add-on disponible dès le mois de décembre 2006, uniquement téléchargeable, et installable par-dessus une installation complète de toutes les extensions précédentes, en incluant Pacific Fighters.
- IL-2 Sturmovik: 1946 - Complete Edition (2006) : un double DVD lancé dans le marché en décembre 2006 et permettant l'installation complète de toute la suite IL-2 Sturmovik, en incluant Pacific Fighters ainsi que tous les add-ons sortis la même année. Le premier DVD était destiné à l'installation du jeu et le deuxième DVD contenait des bonus sur Storm of War: Battle of Britain, un simulateur alors en développement et sorti en 2011 sous le titre IL-2 Sturmovik: Cliffs of Dover.
- IL-2 Sturmovik: Birds of Prey (2009) : sorti en septembre 2009, il s'agit d'un portage pour différents modèles de consoles.
- Wings of Prey (2009) : sorti en décembre 2009 c'est un nouveau portage, mais cette fois dans le sens inverse puisqu'il a s'agit d'adapter IL-2 Sturmovik: Birds of Prey à une installation pour PC.

Il existe aussi de nombreux mods pour ce jeu, qui permettent de rajouter de nouveaux avions (Ultrapack, HSFX), de nouvelles fonctionnalités (Histomod)...

## Réalisme
La modélisation de chaque appareil a été travaillée en fonction de données techniques historiques. Les dégâts occasionnés lors des combats sont réalistes et localisés (ailes, cockpit, moteur, ailerons…). Les paysages, décors, objets sont recréés avec un souci de détail et de réalisme (arbres, objets au sol…). La météorologie a des incidences sur la façon de piloter (turbulences, nuages, température, etc.).  Un éditeur intégré permet de créer des missions virtuelles ou de reconstituer de vrais épisodes de combat de la Seconde Guerre mondiale.

## Postérité
À la suite du succès de cette première génération de simulateurs, la marque IL-2 Sturmovik a été attribuée à deux autres générations, chacune utilisant son propre moteur de jeu: IL-2 Sturmovik: Cliffs of Dover et IL-2 Sturmovik: Great Battles. IL-2 Sturmovik: Cliffs of Dover, créé par Oleg Maddox et sorti en 2011, a été amélioré en 2017 par Team Fusion Simulations avec la version dite IL-2 Sturmovik: Cliffs of Dover - Blitz. Quant à IL-2 Sturmovik: Great Battles, créé par 777 Studios et sorti en 2013, son moteur de jeu a aussi beaucoup évolué de son côté, mais avec pour base le moteur de jeu du simulateur de Première Guerre mondiale Rise of Flight. Ce dernier était sorti en 2009.
Les trois générations de simulateurs IL-2 Sturmovik sont encore actuellement exploitées par 1C Company et les trois disposent de leur public et de leur communauté de joueurs.